# Manutschihri
Manutschihri oder Manutschehri (persisch منوچهری دامغانی Manutschihri Damghani, DMG Manūčihrī Dāmġānī; * Ende des 10. Jahrhunderts in Damghan, Semnan; † 1040) war ein persischer Dichter des 11. Jahrhunderts. Er lebte sowohl am Hofe des Ziyariden Manutschihr ibn Qabus (reg. 1012–1029) als auch am Hofe des Ghaznawiden Masud I. (reg. 1031–1040). Der Name, unter dem er in der Literatur bekannt wurde, leitet sich vom erstgenannten Förderer ab.

## Leben

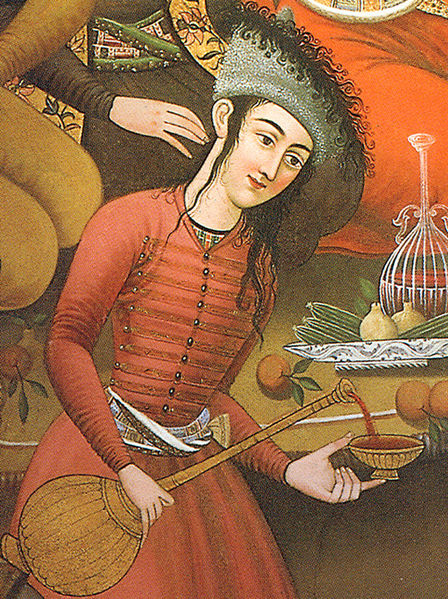
Wandmalerei, Chehel Sotoun, Isfahan, 17. Jh.

In seiner ersten Lebenshälfte studierte er die Werke arabischer Autoren. Ihr Einfluss lässt sich in mehreren seiner Gedichte nachweisen. Sowohl das gewählte Vokabular, die poetischen Metren als auch die behandelten Themen zeigen diesen Einfluss.
Seine persönlichen und originären Gedanken, seine Gewandtheit in der Darstellung und Beschreibung, die Wahl der Metaphern und Vergleiche machen ihn zu einem der „großen“ Dichter. In anregender Weise beschreibt er unterschiedliche Aspekte der Natur. Außerdem brachte er neue Facetten in die bacchischen Gedichte. Er tat sich ebenfalls in der strophischen Dichtform (Mosammath) hervor.

## Einige Gedichte
- Oh Wein
- Die Karawane
- Der Freund, der floh